# Chiddes (Saona i Loara)
Chiddes – miejscowość i gmina we Francji, w regionie Burgundia-Franche-Comté, w departamencie Saona i Loara.
Według danych na rok 1990 gminę zamieszkiwało 71 osób, a gęstość zaludnienia wynosiła 9 osób/km² (wśród 2044 gmin Burgundii Chiddes plasuje się na 839. miejscu pod względem liczby ludności, natomiast pod względem powierzchni na miejscu 1053.).